# Miss Ceará 2009
Miss Ceará 2009 foi a 47.ª edição do tradicional concurso de beleza que elege a melhor candidata cearense para que esta represente seu estado e cultura no Miss Brasil. O evento foi coordenado pela Agência Book, comandada por Jorlene Cordeiro. Novamente o concurso atingiu bons índices de números de candidatas participantes e repetiu seu recorde de 23 candidatas. A vencedora desta competição foi Khrisley Karllen Gonçalves, coroada por sua antecessora, Vanessa Vidal.

## Resultados

### Colocações
| Colocação  | Candidata                     |
| ---------- | ----------------------------- |
| Miss Ceará | - Pacajus — Khrisley Karllen  |
| 2.º Lugar  | - Caucaia — Juliana Marinho   |
| 3.º Lugar  | - Crato — Irislana Brito      |
| 4.º Lugar  | - Barbalha — Kenile Julião    |
| 5.º Lugar  | - Quixadá — Crislaine Barbosa |

### Prêmios especiais
| Prêmio        | Candidata                    |
| Miss Simpatia | - Horizonte — Cláudia Pessoa |
| Miss Cultura  | - Caucaia — Juliana Marinho  |

## Candidatas
| - Barbalha — Kenile Julião - Caucaia — Juliana Marinho - Clube dos Diários — Janaína Martins - Crateús — Daniela Matos - Crato — Irislana Brito - Fortaleza — Kelly Barbosa - Horizonte — Cláudia Pessoa - Icó — Moana Gonçalves - Ipu — Caroline Timbó - Jaguaruana — Luana Barreto - Juazeiro do Norte — Evelyn Duarte - Lavras da Mangabeira — Tarsia Ferrer | - Orós — Cynthia Gomes - Maracanaú — Dávila Barroso - Maranguape — Ingrid Maia - Messejana — Jade Oliveira - Mombaça — Yvna Cavalcante - Pacajus — Khrisley Karllen - Pedra Branca — Monalisa Félix - Quixadá — Crislaine Barbosa - Quixeramobim — Vitória Braga - Santa Quitéria — Georgia Andrade - Tauá — Rafaela Bezerra |